# Isobel Gowdie
Isobel Gowdie wurde im Jahre 1662 in Schottland der Hexerei angeklagt. Ihr Geständnis, das angeblich ohne Folter erfolgte, ist eine der detailliertesten Quellen für Beschwörungsformeln, wie sie gegen Ende des Zeitalters der Hexenprozesse verwendet wurden.
Sie behauptete, dass sie und andere Mitglieder ihres „Hexenzirkels“ sich bei ihren Treffen in Tiere wie Hasen oder Katzen verwandelten.
Für die Verwandlung in einen Hasen sollte man dreimal diesen Vers wiederholen:
Ich werde in einen Hasen hinein schlüpfen,
Mit Jammern und Seufzen und großem Kummer;
Ich gehe in des Teufels Namen
Ach, obwohl ich wieder nach Hause komme.
Und die Rückverwandlung erfordert es, dreimal diesen Vers zu wiederholen:
Hase, Hase, Gott schicke dir Schutz,
Ich bin jetzt in eines Hasen Gestalt,
Doch gleich werd' ich haben Frauengestalt.
Nach der Transformation wurden sie angeblich von einer der schottischen Mythologie entstammenden Elfenkönigin in deren Reich empfangen.
Es ist heute unklar, ob Gowdies Geständnis auf eine Psychose zurückzuführen ist oder ob sie, der Hexerei verdächtigt, sich von einer derartigen Aussage ein milderes Urteil versprach. Ihr Geständnis stimmt inhaltlich mit den meisten Protokollen dieser Zeit überein, ist aber sehr viel detaillierter. Es existieren keine Aufzeichnungen über ihre Exekution.
Gowdies Geschichte wurde später in einer Vielzahl von kulturellen Werken verarbeitet. Sie taucht als Charakter in mehreren Büchern auf, u. a. in J. W. Brodie-Innes autobiographischem Roman The Devil's Mistress, in Jane Parkhursts Isobel, in Night Plague von Graham Masterton sowie in Noches Paganas: Cuentos Narrados junto al Fuego del Sabbath von Luis G. Abbadie. Isobel Gowdie kommt außerdem in Liedern von Creeping Myrtle und Alex Harvey vor; The Confession of Isobel Gowdie ist ein Orchesterwerk des schottischen Komponisten James MacMillan.
Einige von Gowdies eigenen Werken wurden in der Anthologie Early Modern Women Poets: 1520-1700 der Oxford University Press verlegt sowie in World Poetry: An Anthology of Verse from Antiquity to Our Time.